# Medardo de Jesús Henao del Río
Medardo de Jesús Henao del Río MXY (ur. 8 czerwca 1967 w Liborinie) – kolumbijski duchowny rzymskokatolicki, od 2014 wikariusz apostolski Mitú.

## Życiorys
Święcenia kapłańskie otrzymał 4 grudnia 1999 w zakonie ksawerian z Yarumal. Był m.in. kanclerzem kurii wikariatu apostolskiego Mitú oraz wicemistrzem i mistrzem zakonnego nowicjatu.
23 listopada 2013 został mianowany wikariuszem apostolskim Mitú oraz biskupem tytularnym Casae Medianae. Sakry biskupiej udzielił mu 15 lutego 2014 abp Ettore Balestrero.